# Flagge des Memellandes
Die Flagge des Memellandes war das Hoheitszeichen für das von Ostpreußen nach dem Ersten Weltkrieg abgetrennte Gebiet nördlich der Memel.

## Beschreibung
Die Flagge ist horizontal zweigeteilt, oben golden, unten rot. In der Gösch befindet sich scheibenförmig das Wappen der Stadt Memel. Dieses zeigt einen Turm mit einem Stadttor, zwei hölzerne Wehrtürme, die Stadtmauer und ein Boot in Gold auf rotem Grund. Das Wappen lässt sich bis in die zweite Hälfte des 13. Jahrhunderts zurückverfolgen.

## Geschichte

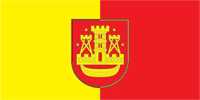
Heutige Flagge Klaipėdas

Nachdem das Memelland unter französische Verwaltung gestellt worden war, nahm diese die Flagge am 25. Februar 1920 offiziell an. 1923 annektierte Litauen das Gebiet, ließ ihm aber bis 1926 einen autonomen Sonderstatus. In diesen drei Jahren erlaubte man den einheimischen deutschen Schiffseignern, statt der litauischen Handelsflagge, die Flagge des Memellandes zu setzen. Dies sollte eine Abwanderung der Schiffe aus Memel nach Deutschland verhindern. Mit zunehmender Einschränkung der Autonomie wurden zuerst die offiziellen Schiffe mit der Flagge Litauens beflaggt und schließlich auch die Handelsschiffe.
Die Flagge des heutigen Klaipėda orientiert sich ebenfalls an dem historischen Wappen, trägt aber den Wappenschild auf einer vertikal geteilten Flagge.

## Weitere Flaggen des Memellandes

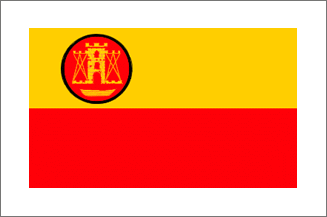
Lotsenflagge
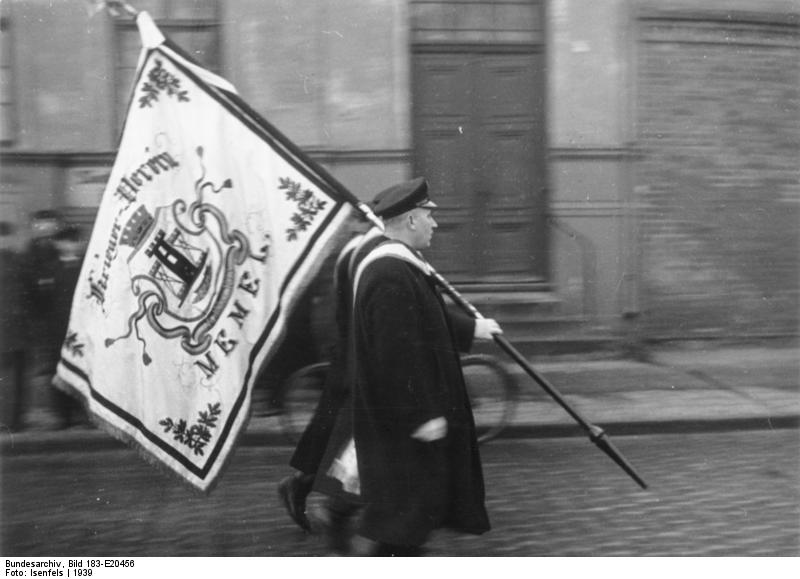
Krieger-Verein Memel, 1939

## Quelle
- Flags of the World - Memel District 1920-1939 (englisch)